# Qué divertido
Qué divertido (en coreano: 무슨 재미, museun jaemi) es un programa de la televisión norcoreana. Lleva emitiéndose desde los años 70 (comienzo de las emisiones regulares de televisión en el país), por lo que es uno de los programas de humor que llevan más tiempo en antena en el mundo.
El programa muestra a actores y actrices vestidos de soldado, ya que está enfocado a aumentar la moral de las tropas que lo ven. Sus detractores lo ven como un medio más para emitir propaganda del gobierno.
El formato se basa en una conversación entre soldados. Los dos protagonistas bailan, cantan y en ocasiones hacen slapstick (payasadas), para llegar a situaciones absurdas. Los soldados que ven este programa tienen prohibido reírse, a no ser que su superior les ordene lo contrario.